# Коняево (Московская область)
Коняево — деревня в Щёлковском районе Московской области России, входит в состав городского поселения Фряново. Население — 3 чел. (2010).

## География
Деревня Коняево расположена на северо-востоке Московской области, в северо-восточной части Щёлковского района, примерно в 50 км к северо-востоку от Московской кольцевой автодороги и 36 км от одноимённой железнодорожной станции города Щёлково, по левому берегу реки Ширенки бассейна Клязьмы.
В 6,5 км южнее деревни проходит Фряновское шоссе Р110, в 10 км к северо-востоку — Московское большое кольцо А108, в 18 км к юго-западу — Московское малое кольцо А107, в 15 км к северо-западу — Ярославское шоссе М8. Ближайшие населённые пункты — деревни Бартеньки и Булаково.

## Население
| 1859 | 1899 | 1926 | 2002 | 2006 | 2010 |
| ---- | ---- | ---- | ---- | ---- | ---- |
| 67   | ↘49  | ↗66  | ↘1   | →1   | ↗3   |

## История
В «Списке населённых мест» 1862 года — владельческое сельцо 1-го стана Дмитровского уезда Московской губернии по левую сторону Архангело-Богородского тракта (от Сергиевского Посада в Богородский уезд), в 63 верстах от уездного города и 23 верстах от становой квартиры, при пруде, с 10 дворами и 67 жителями (33 мужчины, 34 женщины).
По данным на 1899 год — деревня Морозовской волости 1-го стана Дмитровского уезда с 49 жителями.
В 1913 году — 11 дворов, усадьба Мейер и Кулиш.
По материалам Всесоюзной переписи населения 1926 года — деревня Булаковского сельсовета Шараповской волости Сергиевского уезда Московской губернии в 18,1 км от Ярославского шоссе и 22,4 км от станции Сергиево Северной железной дороги, проживало 66 жителей (29 мужчин, 37 женщин), насчитывалось 13 крестьянских хозяйств.
С 1929 года — населённый пункт Московской области в составе:
- Булаковского сельсовета Щёлковского района (1929—1930, 1935—1959)[12][13],
- Булаковского сельсовета Загорского района (1930—1935)[14],
- Булаковского сельсовета (до 31.07.1959) и Старопареевского сельсовета Балашихинского района (1959—1960)[15][16],
- Старопареевского сельсовета Щёлковского района (1960—1963, 1965—1994)[17][18],
- Старопареевского сельсовета Мытищинского укрупнённого сельского района (1963—1965)[19],
- Старопареевского сельского округа Щёлковского района (1994—2006)[18],
- городского поселения Фряново Щёлковского муниципального района (2006 — н. в.)[20][21].